# August Bondeson
August Bondeson, född 2 februari 1854 i Vessigebro, död 23 september 1906 i Göteborg, var en svensk författare, folklivsskildrare och läkare.

## Biografi

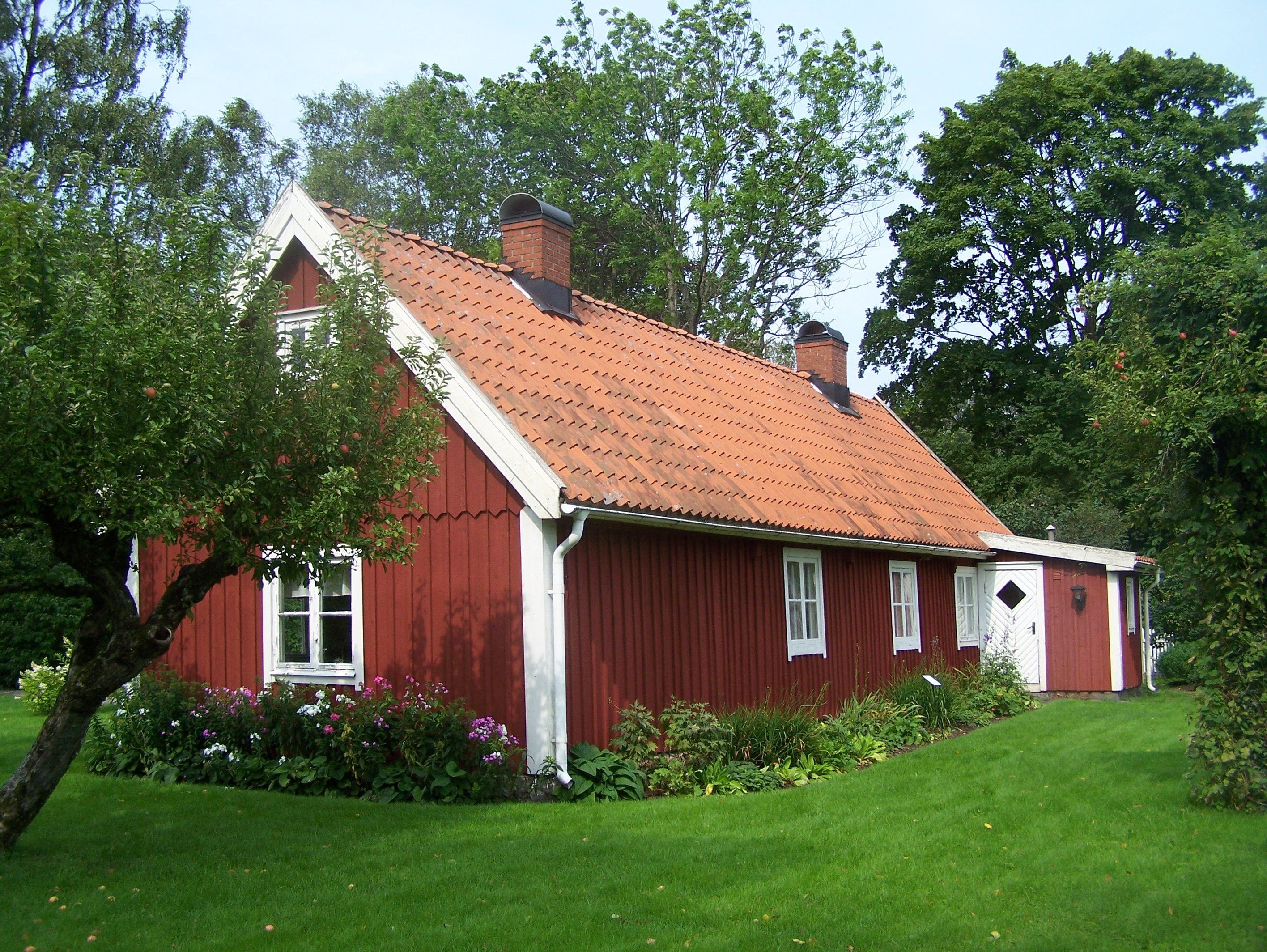
Bondesons födelsehem Fågelboet, Vessige socken

Bondeson föddes i Vessige socken i Halland som son till skomakare Carl Bondeson och hans hustru Elisabet (i familjen kallad Lisa Beata), och blev senare student vid Uppsala universitet där han studerade medicin. År 1889 öppnade han läkarpraktik i Göteborg. Fadern hade varit en skicklig folksagoberättare och den unge Bondeson upptecknade tidigt dessa sagor och historier, vilka gavs ut 1880 som Halländska sagor.

### Författarskap
Bondeson räknas som en av våra främsta litterära folklivsskildrare i den meningen att hans berättelser byggde på ingående studier av folklivet i främst södra Sverige. Med till exempel Halländska sagor, samlade och berättade, Allmogeberättelser och Historiegubbar på Dal skaffade han sig en stor och trogen publik, i synnerhet som han kryddade sina berättelser med en stor dos av humor.  
Krönet i Bondesons författarskap utgör det fiktiva memoarverket Skollärare John Chronschoughs memoarer. Det följer en torparson som fick möjlighet att utbilda sig vid folkskollärarseminariet i Göteborg på 1860-talet och hans utveckling till självgod besserwisser. En första del utkom 1897 och en andra del 1904. Bondeson hade planerat en tredje del men blev sjuk och kunde inte fullborda sitt verk.
August Bondeson har givit namn åt Doktor Bondesons gata på Södra Guldheden i Göteborg och August Bondesons väg i Halmstad och Falkenberg.

### Skönlitteratur
- Knäppar på lyran. Göteborg. 1875. Libris 1961610
- Visor på Ätradalens bygdemål.. Öreskrifter för folket, 99-1474700-0 ; 111. Stockholm: Bonnier. 1878. Libris 1601987
- Jon i Slätthult: halländska gränsbolifvet. Stockholm: Bonnier. 1880. Libris 1595921. http://litteraturbanken.se/#!forfattare/BondesonA/titlar/JonISlatthult/info/etext
- Marknadsgubbar på Sjönevad. Öreskrifter för folket, 99-1474700-0 ; 113. Stockholm: Bonnier. 1881. Libris 1601989. http://hdl.handle.net/2077/58095
- Hallings Anna: berättelse ur folklifvet. Stockholm: Skoglund. 1883. Libris 1595920
- Allmogeberättelser. Upsala: Almqvist & Wiksell. 1884. Libris 1676963. https://litteraturbanken.se/f%C3%B6rfattare/BondesonA/titlar/NyaAllmogeber%C3%A4ttelser/sida/8/faksimil?om-boken
- Nya allmogeberättelser. Stockholm: Bonnier. 1888. Libris 21148127 Fulltext: Göteborgs universitetsbibliotek, Projekt Runeberg.
- I Glimminge och Kröplinge: historier om höns och käringar, skräddare, skomakare, båtsmän, rackare, eldvapen, lergökar, kältringar och brännevin m.m. sådant. Stockholm: Bonnier. 1892. Libris 1621640. https://litteraturbanken.se/f%C3%B6rfattare/BondesonA/titlar/IGlimmingeOchKr%C3%B6plinge/sida/8/faksimil?om-boken
- Smålandsknekten: folklustspel i 3 akter. Stockholm: Bonnier. 1894. Libris 21892702. http://hdl.handle.net/2077/54352
- Skollärare John Chronschoughs memoarer. Stockholm: Bonnier. 1897. Libris pz1nnjqfm6cq1w3f Fulltext: Göteborgs universitetsbibliotek, Litteraturbanken.
- M.V.K. Allmogehistorier, gamla och nya. Stockholm: Bonnier. 1903. Libris 12047

### Varia
- Halländska sagor, samlade bland folket och berättade på bygdemål. Lund. 1880. Libris 1247616. https://red.litteraturbanken.se/f%C3%B6rfattare/BondesonA/titlar/Hall%C3%A4ndskaSagor/sida/5/faksimil
- Svenska folksagor från skilda landskap. Stockholm: Skoglund. 1882. Libris 1247608. https://red.litteraturbanken.se/f%C3%B6rfattare/BondesonA/titlar/SvenskaFolksagor/sida/5/faksimil
- En saga från Dal och hännes källa. Uppsala: Almqvist & Wiksell. 1885. Libris 1595919
- Historiegubbar på Dal: deras sagor och sägner m. m. Stockholm: Bonnier. 1886. Libris 1621639
- ”Halland”. Vårt land : en skildring i ord och bild:  sid. 198-206. 1888. https://runeberg.org/vartland/0200.html. Libris 3005652
- August Bondesons visbok: folkets visor sådana de lefva och sjungas ännu i vår tid. Stockholm : Bonnier. 1901-1903. Libris 2571933
- ”Om min allra första bok”. När vi började : ungdomsminnen af svenska författare:  sid. 79-88. 1902. https://runeberg.org/narviborja/0103.html. Libris 11171662

### Samlade upplagor och urval
- Samlade skrifter / [med företal och anmärkningar av Albert Sandklef]. Stockholm: Bonnier. 1939-1940. Libris 1676347
  -  Del 1, Smärre skrifter. 1939. Libris 10235756. https://runeberg.org/bondeson/1/
  -  Del 2, Allmogeberättelser ; Nya allmogeberättelser. 1939. Libris 10235758. https://runeberg.org/bondeson/2/
  -  Del 3, Historiegubbar på Dal. 1940. Libris 22662054. https://runeberg.org/bondeson/3/
  -  Del 4, I Glimminge och Kröplinge ; M. V. K. 1940. Libris 10235763. https://runeberg.org/bondeson/4/
  -  Del 5, Skollärare John Chronschougs memoarer. 1940. Libris 1676351
  -  Del 6, Visbok, 1. 1940. Libris 22662114. https://runeberg.org/bondeson/6/
  -  Del 7, Visbok, 2. 1940. Libris 1676354